# استیو والفورد
استیو والفورد (انگلیسی: Steve Walford؛ زادهٔ ۵ ژانویهٔ ۱۹۵۸) بازیکن فوتبال اهل بریتانیا است.
از باشگاه‌هایی که در آن بازی کرده‌است می‌توان به باشگاه فوتبال آرسنال، باشگاه فوتبال وستهام یونایتد، باشگاه فوتبال تاتنهام هاتسپر، باشگاه فوتبال وایکام واندررز، باشگاه فوتبال هادرزفیلد تاون، باشگاه فوتبال نوریچ سیتی، و باشگاه فوتبال وست برومویچ آلبیون اشاره کرد.